# Leonard Eisenbud
Leonard „Leon“ Eisenbud (Elizabeth, Nova Jersey, 3 de agosto de 1913 – Haverford, Pensilvânia, 13 de novembro de 2004) foi um físico estadunidense.

## Vida
Eisenbud estudou na Union University em Nova Iorque completando o bacharelado em 1935, esteve durante uma ano na temporada 1940/1941 no Instituto de Estudos Avançados de Princeton, trabalhou na Segunda Guerra Mundial em pesquisas sobre o radar no Radiation Lab do Instituto de Tecnologia de Massachusetts (1943–1946) e obteve em 1948 um doutorado em física teórica, orientado por Eugene Wigner na Universidade de Princeton. No macartismo teve problemas em encontrar uma posição acadêmica, e esteve de 1948 a 1958 na Bartol Research Foundation na Pensilvânia. Em 1958 foi professor da Stony Brook University (SUNY). Aposentou-se em 1983.
Eisenbud foi um dos amigos de Paul Erdős. Escreveu uma introdução à física nuclear em co-autoria com Wigner.
É pai do matemático David Eisenbud. As Eisenbud Lectures na Universidade Brandeis são denominadas em sua memória. Eisenbud foi fellow da American Physical Society.

## Prêmio Eisenbud
O Prêmio Eisenbud da American Mathematical Society é denominado em sua memória. É concedido desde 2008 a cada três anos por trabalhos em matemática e física, dotado com 5000 dólares. A publicação deve ter sido publicada nos últimos seis anos
Recipientes:
- 2008 Hiroshi Ōguri, Andrew Strominger, Cumrun Vafa
- 2011 Herbert Spohn
- 2014 Gregory Winthrop Moore
- 2017 László Erdős, Horng-Tzer Yau

## Obras
- com Eugene Wigner Nuclear Structure, Princeton University Press 1958.
  - tradução para o alemão: Einführung in die Kernphysik, BI Hochschultaschenbücher 1961.
- Conceptual Foundations of Quantum Mechanics. Van Nostrand Reinhold 1971, AMS Chelsea Publ. 2007.